# غارماهی شمالی
غارماهی شمالی (نام علمی: Amblyopsis spelaea) نام یک گونه از تیره کورماهیان است.